# 梅尔曼–瓦格纳定理
在量子场论和统计力学中，梅尔曼–瓦格纳定理（Mermin–Wagner定理，或称梅尔铭-瓦格纳-霍亨贝格定理、梅尔铭-瓦格纳-別列津斯基定理、科勒曼定理）阐述了维度d ≤ 2的场论没有自发对称破缺（要不然无质量的南部玻色子会有无限的相关函数）。

## 概览
若 φ 是高斯自由场（一种纯量场），m是质量，维度d=2；传播子是：
{\displaystyle G(x)=\left\langle \varphi (x)\varphi (0)\right\rangle =\int {\frac {d^{2}k}{(2\pi )^{2}}}{\frac {e^{ik\cdot x}}{k^{2}+m^{2}}}.}
若m=0，
{\displaystyle \nabla ^{2}G=\delta (x).}
因为高斯定律，
{\displaystyle E={1 \over 2\pi r}.}
{\displaystyle G(r)={1 \over 2\pi }\log(r)}
若{\displaystyle r\to 0,\infty }，{\displaystyle G(r)\to \pm \infty }，所以一维或二维的纯量场没有明确定义的平均值。
参见墨西哥帽模型。

## XY模型的相变
d=2的O(2)模型没有自发对称破缺，但是有别列津斯基-科斯特利茨-索利斯相变。
（量子相變不受影响。）
两相是：
1、 {\displaystyle G(r)\sim \exp(-r/\xi )}
{\displaystyle r/\xi \gg 1}
2、冪定律
(a ≪ r ≪ ξ
a 是晶格常數

## 海森堡模型
{\displaystyle H=-J\sum _{\left\langle {i,j}\right\rangle }\mathbf {S} _{i}\cdot \mathbf {S} _{j}.}